# Take Cover
Take Cover är det tionde studioalbumet av det amerikanska progressiv metal-bandet Queensrÿche, utgivet 13 december 2007 av skivbolaget Rhino Records. Albumet är ett cover-album.

## Låtlista
1. "Welcome to the Machine" (Pink Floyd-cover från 1975) (Roger Waters) – 4:54
2. "Heaven on Their Minds" (från rockoperan Jesus Christ Superstar 1970) (Andrew Lloyd Webber, Tim Rice) – 4:54
3. "Almost Cut My Hair" (Crosby, Stills, Nash & Young-cover 1970) (David Crosby) – 4:18
4. "For What It's Worth" (Buffalo Springfield-cover 1967) (Stephen Stills) – 2:34
5. "For the Love of Money" (The O'Jays-cover 1973) (Kenny Gamble, Leon Huff, Anthony Jackson) – 4:58
6. "Innuendo" (Queen-cover 1991) (John Deacon, Brian May, Freddie Mercury, Roger Taylor) – 6:10
7. "Neon Knights" (Black Sabbath-cover 1980) (Tony Iommi, Geezer Butler, Ronnie James Dio, Bill Ward) – 3:42
8. "Synchronicity II" (The Police-cover 1983) (Gordon Sumner) – 4:55
9. "Red Rain" (Peter Gabriel-cover 1986) (Peter Gabriel) – 4:39
10. "Odissea" (Carlo Marrale and Salvatore Licitra-cover 2003) (Carlo Marrale) – 3:53
11. "Bullet the Blue Sky" (U2-cover 1987) (Adam Clayton, David Evans, Paul Hewson, Larry Mullen Jr.) – 10:25

## Medverkande
Queensrÿche-medlemmar
- Geoff Tate – sång
- Michael Wilton – gitarr
- Eddie Jackson – basgitarr, bakgrundssång
- Mike Stone – gitarr, bakgrundssång
- Scott Rockenfield – trummor

Bidragande musiker
- Kelly Gray – gitarr (spår 11)
- Leopoldo Larsen – keyboard

Produktion
- Jason Slater – producent, ljudtekniker
- Kelly Gray – ljudtekniker, ljudmix
- Leopoldo Larsen – assisterande ljudtekniker
- Kenny Nemes – exekutiv producent
- Ashif Hakik – ljudtekniker, assisterande ljudmix
- Eddy Schreyer – mastering